# فرودگاه آبی فورت نلسون (دریاچه پارکر)
فرودگاه آبی فورت نلسون (دریاچه پارکر) (به انگلیسی: Fort Nelson (Parker Lake) Water Aerodrome) یک فرودگاه خصوصی است که یک باند فرود آب دارد. این فرودگاه در کشور کانادا قرار دارد و در ارتفاع ۳۸۳ متری از سطح دریا واقع شده است.